# Tad Krzanowski
Tad Krzanowski właściwe Tadeusz Krzanowski (ur. 15 lutego 1949 w Krośnie) – polski wynalazca, twórca efektów specjalnych do filmów.

## Życiorys
Zasłynął pracą nad takimi filmami jak: Superman (film), Powrót do przyszłości II, Bez baterii nie działa, Muppety na tropie. Jest laureatem nagrody Amerykańskiej Akademii Sztuki i Wiedzy Filmowej za szczególne osiągnięcia naukowe i techniczne (1988).